# بهارات بنز
بهارات بنز (انگلیسی: BharatBenz) شرکت خودروسازی هندی آلمانی است، که در سال ۲۰۱۱ توسط شرکت دایملر آگ تأسیس شد.